# Piélagos
Piélagos es un municipio de la comunidad autónoma e histórica de Cantabria (España). Con 83,33 km² de extensión, 12 localidades y 7 playas, Piélagos es uno de los municipios más extensos de Cantabria. En la localidad de Zurita perteneciente a este municipio, se encontró la estela cántabra discoidea de Zurita, labrada en piedra arenisca. El municipio también alberga la desembocadura del río Pas, uno de los ríos más conocidos y representativos de la comunidad, nacido en los Valles Pasiegos.
Limita al norte con el mar Cantábrico, al oeste con Miengo, Polanco y Torrelavega, al sur con Puente Viesgo y Castañeda y al este con Villaescusa, Camargo, El Astillero y Santa Cruz de Bezana.

## Geografía
Integrado en la comarca de Santander, su capital, Renedo de Piélagos, se sitúa a 19 kilómetros de la capital cántabra. El término municipal está atravesado por la autovía del Cantábrico (A-8), por la autovía Cantabria-Meseta (A-67), por las carreteras nacionales N-611 (Palencia-Santander) y N-623 (Burgos-Santander) y por carreteras provinciales que permiten la comunicación entre las localidades del municipio. 
| Noroeste: Miengo      | Norte: Mar Cantábrico          | Nordeste: Santa Cruz de Bezana            |
| Oeste: Polanco        |                                | Este: Camargo, El Astillero y Villaescusa |
| Suroeste: Torrelavega | Sur: Puente Viesgo y Castañeda | Sureste: Villaescusa                      |

### Relieve
El relieve del municipio consta de tres zonas diferenciadas: la franja costera, el valle bajo del río Pas y los montes prelitorales. Con 8 kilómetros de costa, Piélagos cuenta con siete playas, entre las que destaca la de Valdearenas, incluida en el Parque natural de las Dunas de Liencres, en la desembocadura del río Pas. Su costa está incluida dentro del geoparque de la costa quebrada, conocida por sus vertiginosos acantilados y escarpadas formaciones geológicas. Entre las localidades de Arce, Barcenilla, Parbayón y Escobedo, del municipio de Camargo, se encuentra el macizo kárstico de Peña Jorao, de alto valor biológico.
El 'último de los valles Pasiegos', gracias a su permanente confluencia con el camino del río Pas, ofrece zonas de río apropiadas para la pesca del salmón en Oruña, Barcenilla o Vioño en sus zonas más altas, a la vez que estuarios como el Abra del Pas o Ría de Mogro.
Finalmente, el resto del municipio está ocupado por montes prelitorales, entre los que sobresalen la Peña del Mazo (241 metros), en el límite con Castañeda, el monte Picote (239 metros), cerca de la playa de Valdearenas, y el pico Sisos (227 metros), en el límite con Polanco.
La altitud oscila entre los 322 metros al sur, en el límite con Castañeda, y el nivel del mar. La capital municipal, Renedo de Piélagos, se alza a 37 metros sobre el nivel del mar.

## Demografía
Piélagos cuenta con una población de 26 724 habitantes (INE 2024).
| Gráfica de evolución demográfica de Piélagos entre 1842 y 2021                                                      |
| |
| Población de derecho según los censos de población del INE Población de hecho según los censos de población del INE |

Si bien Piélagos es también una zona rural que sufre, en mayor o menor medida, los efectos de la España vaciada y sus consecuencias económicas, sobre todo para la población joven, al haberse convertido en una zona residencial de las afueras de Santander (España), mantiene un crecimiento de la población constante y estable en el siglo XXI.

## Economía
Piélagos está situado en el eje Santander-Torrelavega, foco industrial y residencial de la región, participando de estas dos cualidades de la zona.
El municipio alberga la localidad turística de Liencres, que cuenta con 7 playas que recorren la costa quebrada y el parque natural de las Dunas de Liencres. Tradicionalmente, el principal sector de la zona ha sido la ganadería, sin embargo debido al emergente reclamo turístico de la costa del norte, el municipio está sufriendo un alto reclamo turístico. Contando también con la estratégica situación geográfica en la que se encuentra, siendo lugar de asentamiento de varias empresas, entre ellas algunas lecheras, íntimamente relacionadas con la explotación ganadera.
Debido a la belleza de su costa, a las buenas comunicaciones y a la prestación total de servicios, la construcción está experimentando un auge urbanístico sin precedentes en la zona, aumentando el censo poblacional año tras año.

## Símbolos

### Escudo
El escudo está timbrado con la Corona Real cerrada y sobrepuesto a una cartela de rollos color piel, como adorno exterior. En campo de plata dos puentes: el puente de Arce y el puente de Carandia estimando que ambos son puntos históricos y geográficos representativos del municipio. Además, fue en Zurita (Cantabria) donde se encontró la Estela de Zurita, una de las estelas cántabras discoideas con mayor relevancia de la península.

### Bandera
La bandera del municipio de Piélagos es de fondo verde está interrumpida por dos franjas blancas, situadas una en la parte superior y otra en la parte inferior. Insertado el escudo heráldico rodeado de doce estrellas, que representan a los doce pueblos del municipio.

## Administración y política
El alcalde Jesús Ángel Pacheco Bárcena (PP), fue condenado en 2011 a un año y medio de cárcel y a no poder desempeñar cargos públicos durante nueve años como autor de un delito continuado contra la ordenación del territorio.

### Gobierno municipal
| Periodo   | Nombre                        | Partido | Partido                                  |
| --------- | ----------------------------- | ------- | ---------------------------------------- |
| 2003-2011 | Jesús Ángel Pacheco Bárcena   |         | Partido Popular (PP)                     |
| 2011-2015 | Enrique Torre Bolado          |         | Partido Popular (PP)                     |
| 2015-2023 | Verónica Samperio Mazorra     |         | Partido Socialista Obrero Español (PSOE) |
| 2023-act. | Carlos Alberto Caramés Luengo |         | Partido Popular (PP)                     |

| Partido político                         | 2023  | 2023  | 2023       | 2019  | 2019  | 2019       | 2015  | 2015  | 2015       | 2011  | 2011  | 2011       | 2007  | 2007  | 2007       |
| Partido político                         | Votos | %     | Concejales | Votos | %     | Concejales | Votos | %     | Concejales | Votos | %     | Concejales | Votos | %     | Concejales |
| Partido Popular (PP)                     | 7436  | 52,73 | 13         | 4755  | 35,84 | 9          | 4208  | 34,38 | 8          | 6590  | 53,98 | 13         | 5011  | 48,78 | 9          |
| Partido Socialista Obrero Español (PSOE) | 2906  | 20,6  | 5          | 3429  | 25,84 | 6          | 1722  | 14,07 | 3          | 2097  | 17,18 | 4          | 2357  | 22,94 | 4          |
| Alternativa Vecinal Independiente (AVIP) | 991   | 7,02  | 1          | 1000  | 7,53  | 2          | 1817  | 14,84 | 3          | 433   | 3,55  | 0          | 749   | 7,29  | 1          |
| Vox                                      | 972   | 6,89  | 1          | 524   | 3,95  | 0          | —     | —     | —          | —     | —     | —          | —     | —     | —          |
| Partido Regionalista de Cantabria (PRC)  | 720   | 5,1   | 1          | 1657  | 12,49 | 3          | 1962  | 16,03 | 4          | 1517  | 12,43 | 3          | 1689  | 16,44 | 3          |
| Izquierda Unida (IU)                     | 667   | 4,73  | 0          | 481   | 3,62  | 0          | 894   | 7,30  | 1          | 470   | 3,85  | 0          | 137   | 1,33  | 0          |
| Ciudadanos (CS)                          | 171   | 1,21  | 0          | 860   | 6,48  | 1          | 1155  | 9,44  | 2          | —     | —     | —          | —     | —     | —          |
| Unión Progreso y Democracia (UPyD)       | —     | —     | —          | —     | —     | —          | 200   | 1,63  | 0          | 673   | 5,51  | 1          | —     | —     | —          |

### Organización territorial
- Arce
- Barcenilla
- Boo
- Carandía
- Liencres
- Mortera
- Oruña
- Parbayón
- Quijano
- Renedo (Capital)
- Vioño de Piélagos
- Zurita

## Patrimonio
Cinco son los bienes de interés cultural del municipio:
- Torre medieval de Velo, en Arce, con la categoría de monumento.
- Puente del siglo XVII,[3]'Puente Viejo' en Oruña y Arce, monumento.
- Palacio de la Conquista Real y su portalada, en Arce, monumento.
- Cueva de “Santián o de Santiyán”, con la categoría de zona arqueológica.
- Cueva de “El Calero II”, en Arce, zona arqueológica.

Además, hay cuatro bienes de interés local:
- Palacio de los Condes de Mortera, en Mortera. Conjunto arquitectónico de estilo post-herreriano de principios del siglo XX, actualmente abandonado y en ruina[4]
- Santuario de “La Virgen de Valencia”, en Vioño de Piélagos
- Palacio de la Llana o de la Colina, en Zurita
- Estructuras Militares del Monte Picota, en Boo

Y tres bienes inventariados:
- Palacio y capilla de los Bustamante, en Renedo
- Puente de Barcenilla, en Barcenilla
- Palacio de la Flor, en Carandía

Actividades culturales:
- Festival internacional de cine, denominado Piélagos en Corto, cuyos galardones llevan el nombre de las playas de la localidad.[5]